# Phoxocephalus aquosus
Phoxocephalus aquosus is een vlokreeftensoort uit de familie van de Phoxocephalidae. De wetenschappelijke naam van de soort is voor het eerst geldig gepubliceerd in 1985 door Karaman.